# Liste der Soundtrack-Alben, die Platz eins der Schweizer Charts erreichten
Die Liste der Soundtrackalben, die Platz eins der Schweizer Charts erreichten beinhaltet alle Soundtracks und Filmmusiken, die in den von GfK Entertainment ermittelten Schweizer Hitparade die Spitzenposition belegten. Bereits bei der ersten Chartsermittlung für Alben 1983 erreichte ein Soundtrack die Top-Position. Dabei handelte es sich um den Soundtrack zum Film Flashdance. Insgesamt konnten sich 21 Soundtracks auf der Top-Position platzieren.

## Liste der Nummer-eins-Alben
| Jahr | Titel                                             | Künstler/Anmerkungen       | Wochen auf Platz 1 | Wochen in den Charts | Auszeichnung |
| ---- | ------------------------------------------------- | -------------------------- | ------------------ | -------------------- | ------------ |
| 1983 | Flashdance                                        | Verschiedene               | 7                  | 18                   | 4× Platin    |
| 1984 | Staying Alive                                     | Bee Gees                   | 1                  | 19                   |              |
| 1984 | Footloose                                         | Dean Pitchford             | 3                  | 20                   |              |
| 1986 | Rocky IV                                          | Verschiedene               | 5                  | 21                   |              |
| 1986 | Top Gun                                           | Verschiedene               | 8                  | 23                   |              |
| 1987 | La Boum 1 & 2                                     | Verschiedene               | 1                  | 11                   |              |
| 1987 | Dirty Dancing                                     | Verschiedene               | 8                  | 42                   | 5× Platin    |
| 1988 | More Dirty Dancing                                | Verschiedene               | 4                  | 17                   | Platin       |
| 1989 | Batman                                            | Prince                     | 2                  | 19                   | Gold         |
| 1993 | The Bodyguard: Original Soundtrack Album          | Whitney Houston            | 9                  | 31                   | 5× Platin    |
| 1994 | The Lion King: Original Motion Picture Soundtrack | Elton John                 | 1                  | 27                   | 2× Platin    |
| 1994 | 1492: Conquest of Paradise                        | Vangelis                   | 4                  | 38                   | 2× Platin    |
| 1997 | Evita                                             | Madonna                    | 4                  | 31                   | Platin       |
| 1997 | Titanic: Music from the Motion Picture            | James Horner               | 5                  | 35                   | 4× Platin    |
| 1998 | Armageddon                                        | Verschiedene               | 3                  | 17                   | Gold         |
| 1998 | City of Angels                                    | Verschiedene               | 2                  | 14                   | Gold         |
| 2003 | Matrix Reloaded                                   | Verschiedene               | 1                  | 15                   | Gold         |
| 2008 | Mamma Mia!                                        | Lieder von Abba            | 3                  | 32                   | Platin       |
| 2010 | Iron Man 2                                        | AC/DC                      | 2                  | 24                   | Platin       |
| 2013 | Django Unchained                                  | Verschiedene               | 1                  | 20                   |              |
| 2015 | Fifty Shades of Grey                              | Verschiedene               | 1                  | 24                   | Gold         |
| 2015 | Furious 7                                         | Verschiedene               | 2                  | 25                   |              |
| 2018 | A Star Is Born                                    | Lady Gaga & Bradley Cooper | 5                  | …                    |              |